# Cymbidium lancifolium
Cymbidium lancifolium är en orkidéart som beskrevs av William Jackson Hooker. Cymbidium lancifolium ingår i släktet Cymbidium, och familjen orkidéer. Inga underarter finns listade i Catalogue of Life.

## Bildgalleri

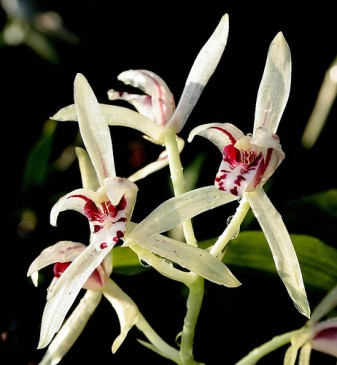